# Derek Fernandes
Derek Fernandes (ur. 14 maja 1954 w Sirsi) – indyjski duchowny rzymskokatolicki, od 2019 biskup Belgaum.

## Życiorys
Święcenia kapłańskie przyjął 5 maja 1979 i został inkardynowany do diecezji Belgaum. Przez kilka lat pracował jako duszpasterz parafialny, zaś w latach 1986-1990 odbył studia doktoranckie z zakresu prawa kanonicznego w Rzymie. Po powrocie do kraju został kanclerzem i ekonomem diecezjalnym. W latach 2004–2006 pełnił funkcję administratora diecezji, zaś po objęciu urzędu przez nowego biskupa powrócił do pracy w charakterze kanclerza kurii.
24 lutego 2007 został mianowany biskupem diecezji Karwar. Sakry biskupiej udzielił mu 20 kwietnia 2007 abp Pedro López Quintana.
1 maja 2019 otrzymał nominację na biskupa rodzinnej diecezji.